# Baltimore (musikalbum)
Baltimore från 1978 är ett musikalbum med Nina Simone.
Nina Simone uttryckte många gånger sitt missnöje med albumet. Hon hade inte haft något att säga till om när det gällde arrangemang, urval av sånger eller omslagsbild. Trots det blev mottagandet positivt och albumet satte fart på hennes vid den tiden dalande karriär.

## Information om sångerna
- "Baltimore" är skriven av Randy Newman och fanns ursprungligen på hans album Little Criminals från 1977.
- "If You Pray Right" kallas också "Heaven Belongs to You"

## Låtlista
1. Baltimore (Randy Newman) – 4:42
2. Everything Must Change (Bernard Ighner) – 4:01
3. The Family (John Hurley/Ronnie Wilkins) – 5:01
4. My Father (Judy Collins) – 4:57
5. Music for Lovers (Bart Howard) – 3:43
6. Rich Girl (Daryl Hall) – 3:14
7. That's All I Want from You (Fritz Rotter) – 2:55
8. Forget (Rocky Coluccio/David Matthews) – 2:57
9. Balm in Gilead (trad) – 2:27
10. If You Pray Right (trad) – 3:19

## Musiker
- Nina Simone – sång, piano
- Eric Gale – gitarr (spår 1, 2, 4, 5, 7–10)
- Jerry Friedman – gitarr (spår 3, 6)
- Al Schackman – piano (spår 1), tamburin (spår 10)
- David Matthews – piano (spår 3)
- Gary King – elbas (spår 1–5, 7–10)
- Will Lee – elbas (spår 6)
- Charles Israels, Homer Mensch, John Beal – kontrabas
- Jim Madison – trummor (spår 1–5, 7–10)
- Andy Newmark – trummor (spår 6)
- Nicky Marrero – slagverk
- Barry Finclair, Charles Libove, David Nadien, Harry Glickman, Harry Lookofsky, Herbert Sorkin, Marvin Morgenstern, Max Ellen, Richard Sortomme – violin
- Alfred Brown, Emanuel Vardi, Lamar Alsop – viola
- Alan Shulman, Charles McCracken, Jonathan Abramowitz – cello
- Albertine Robinson, Babi Floyd, Debbie McDuffie, Frank Floyd, Joshie Armstead, Maeretha Stewart, Milt Grayson, Ray Simpson – kör